# Oberpostdirektion Freiburg im Breisgau
Die Oberpostdirektion Freiburg im Breisgau war von 1945 bis 1989 als regionale Mittelbehörde bzw. Verwaltungseinheit der Postverwaltung zuständig für den Regierungsbezirk Südbaden.

## Geschichte
Die Oberpostdirektion (OPD) in Freiburg im Breisgau wurde am 21. Juli 1945 von der französischen Militärregierung ins Leben gerufen. Sie war zunächst eine provisorische Außenstelle der seit Juli 1945 in der amerikanischen Besatzungszone gelegenen Reichspostdirektion Karlsruhe. Die OPD verselbständigte sich relativ rasch, da die Amerikaner bereits im August 1945 die Abgabe von Personal aus Karlsruhe unterbanden. Der Präsident der Reichspostdirektion Karlsruhe erließ zwar noch im Oktober 1945 Verfügungen an alle Ämter des Bezirks in der französischen Besatzungszone, nach einer Besprechung der Präsidenten der OPD Freiburg und Tübingen im November 1945 endete die zweigleisige Weisungsbefugnis.
1949/1950 erfolgte die Überleitung der Oberpostdirektion aus der Länderverwaltung in die Deutsche Bundespost.
Am Ende des Jahres 1950 umfasste die OPD Freiburg bei einem Personalbestand von 8.846 Mitarbeitern insgesamt 1.250 Ämter und Amtsstellen: für den Postdienst 75 Postämter, 139 Zweigpostämter, 315 Poststellen I, 467 Poststellen II und 252 Posthilfsstellen sowie ein Fernsprechamt, zwei Telegraphenbauämter, ein Telegraphenzeugamt, ein Postscheckamt (1945–1952), ein Postsparkassenamt (1947–1950) und ein Postkraftfahramt (1946–1955).
Der Personalbestand wuchs von 8.846 Beschäftigten im Jahr 1950, über 11.197 (1960) und 12.781 (1970) bis auf ungefähr 15.000 im Jahr 1975 an. Im Jahr 1976 kamen Teile der aufgelösten OPD Tübingen hinzu.
Im Zuge der Privatisierung der Bundespost existierte von 1990 bis 1994 die Direktion Freiburg im Breisgau der Deutschen Bundespost Postdienst und von 1995 bis 1997 noch die Direktion Freiburg im Breisgau der Deutschen Post AG. Ab 1994 war Martin Spaeth Präsident der Direktion Freiburg.

## Gebäude

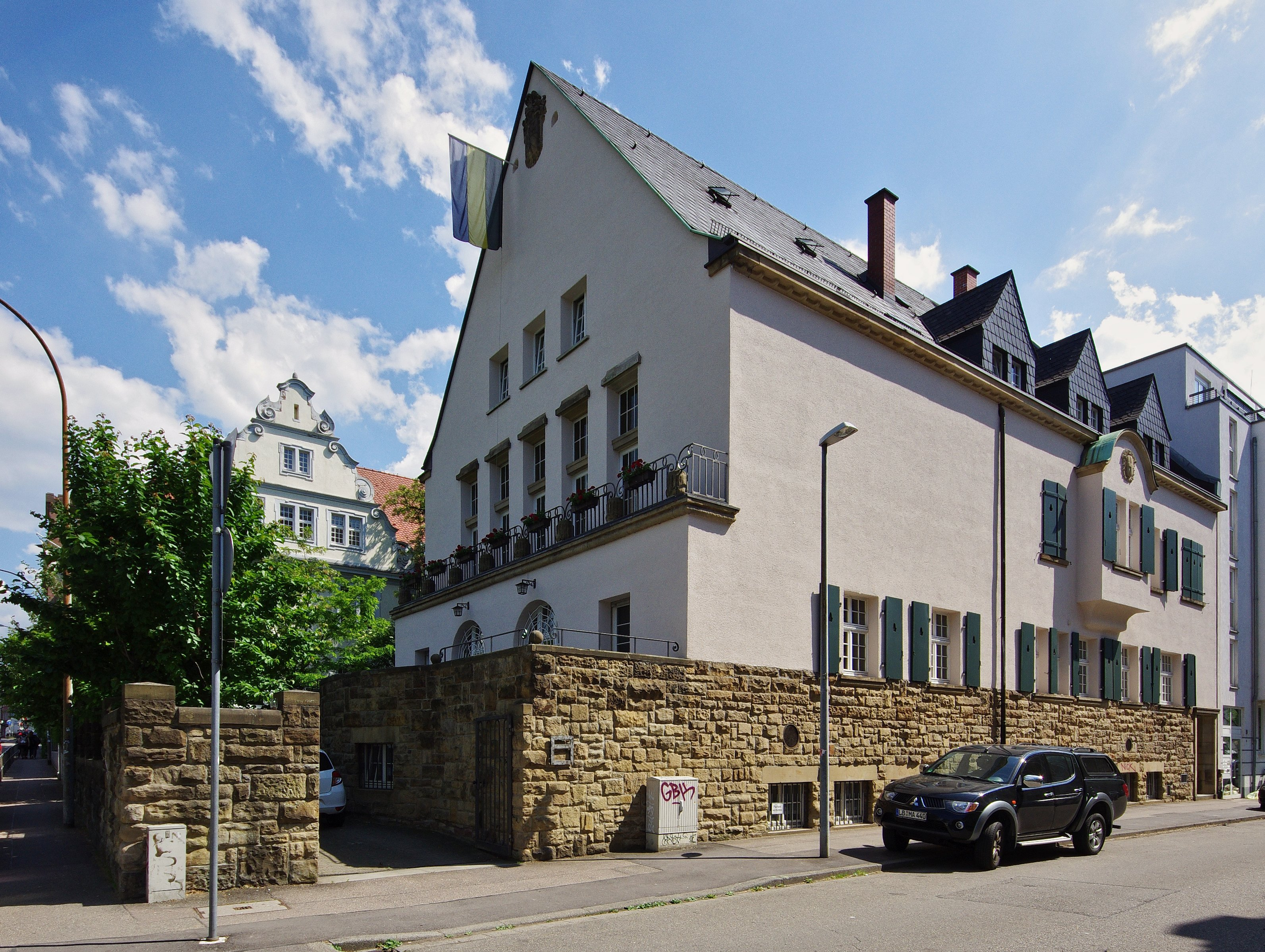
Gebäude in der Lessingstraße, jetzt das Verbindungshaus des Corps Suevia Freiburg

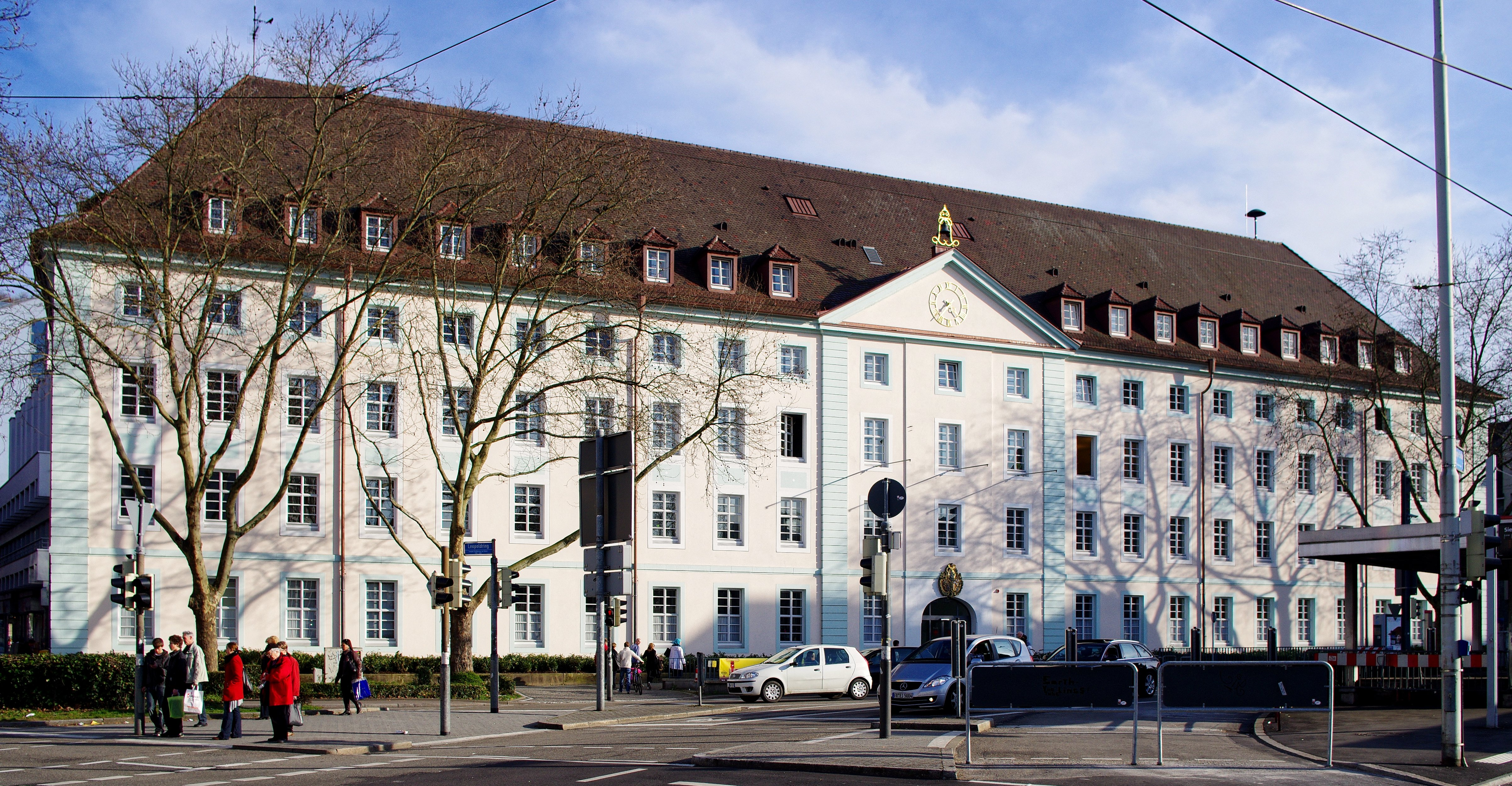
Die ehemalige Karlskaserne, heutig Sozial- und Jugendamt

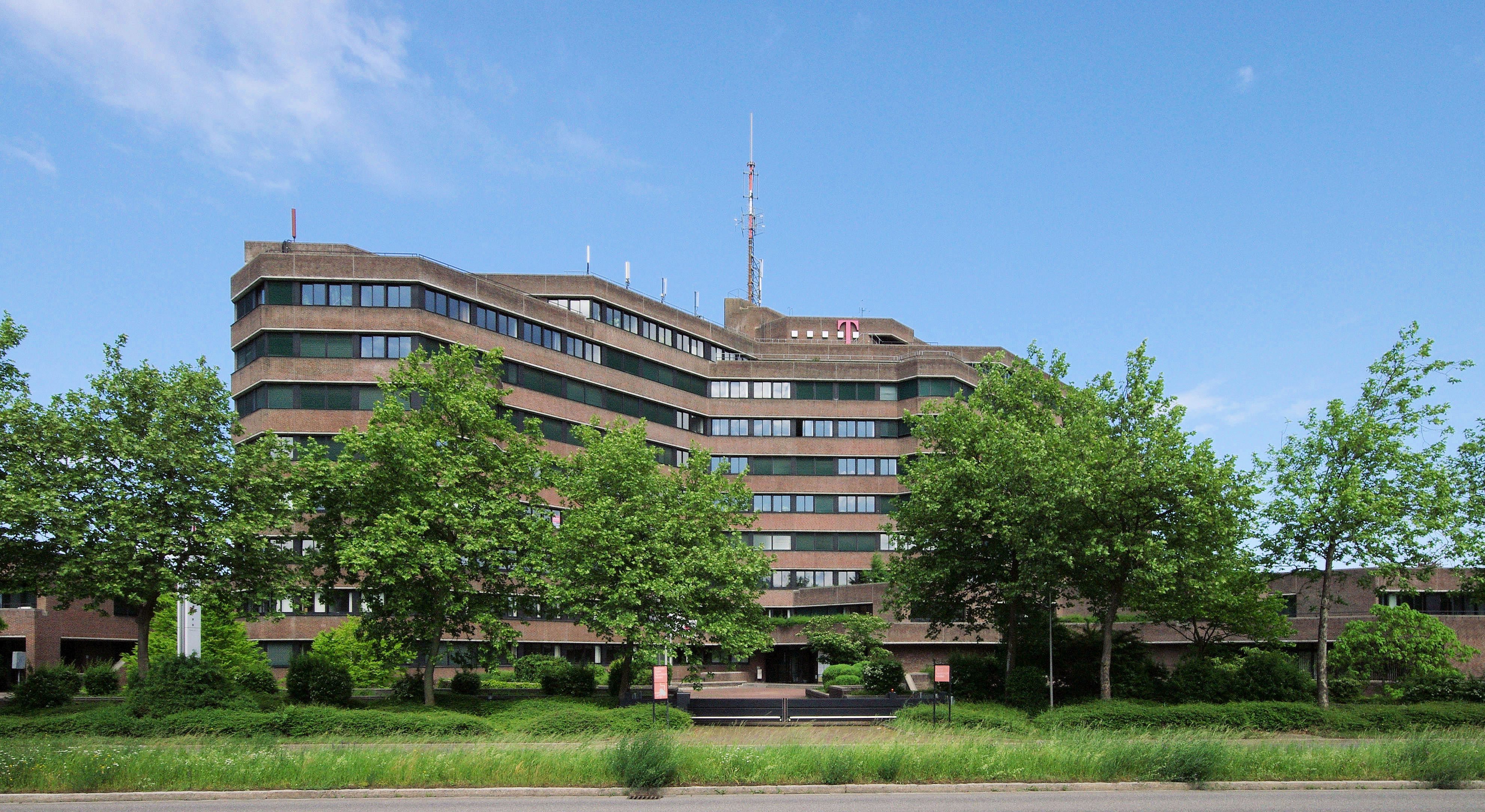
Gebäude in der Berliner Allee

Die Oberpostdirektion Freiburg hatte nacheinander drei Standorte im Stadtgebiet: Zunächst das Corpshaus des Corps Suevia Freiburg, das sogenannte Schwabenhaus (Lessingstraße 14), später die ehemalige Karlskaserne am Siegesdenkmal, zuletzt als eigenes Dienstgebäude den Neubau in der Berliner Allee 1.
Ein Neubau wurde wiederholt verschoben, weil ungewiss war, ob die OPD als eigene Behörde weiterbestehen würde. Einen im Oktober 1968 ausgeschriebenen Architektenwettbewerb gewann im März 1970 der Architekt Alexander von Branca. Nach der Baugenehmigung im Juli 1970 durch das Bundespostministerium begannen im Mai 1971 die Bauarbeiten, einen Monat später erfolgte die Grundsteinlegung, im Mai 1973 konnte das Richtfest gefeiert werden. Der Umzug der Dienststellen begann im Dezember 1974, noch vor der Fertigstellung des Baus und der Bauübergabe im März 1975. Die Dienststelle wurde zusammen mit den anderen Oberpostdirektionen 1989 aufgelöst. Mittlerweile bildet das Gebäude in der Berliner Allee den Freiburger Hauptsitz der Deutschen Telekom AG.
Der Platz vor dem Gebäude unter Straßenniveau ist nach Freiburgs Oberbürgermeister von 1945 bis 1956 Wolfgang Hoffmann benannt. Die Unterführungen um den Wolfgang-Hoffmann-Platz ermöglichen dem Fuß- und Radverkehr eine niveaufreie Querung der stark befahrenen Straßen Berliner Allee und Sundgauallee. Durch den Platzmangel und die steilen Wände gelten die Unterführungen als unfallträchtig. Die Fuß- und Radwege sollen an die Oberfläche verlagert werden.

## Präsidenten
- 1945–1949 Reinhard Tanner
- 1949–1964 Dipl.-Ing. Heinrich Gerwig[3]
- 1964–1970 Dr. Bernhard Olesch[4]
- 1970–1973 Wilhelm Wolf[5]
- 1974–1993 Hans Hertle[6]
- 1994–1997  Martin Spaeth.[1]